# Flughafen Ängelholm-Helsingborg

i7
i11
i13
Der Flughafen Ängelholm-Helsingborg (IATA-Code: AGH, ICAO-Code: ESTA) ist ein Flughafen in der Provinz Skåne län im Süden Schwedens. Er liegt etwa sieben Kilometer nördlich von Ängelholm und etwa 34 Kilometer nördlich von Helsingborg. Betreiber des Flughafens ist die eigens gegründete Ängelholms Flygplats AB. Der Flughafen besitzt eine 1945 Meter lange Start- und Landebahn mit der Ausrichtung 14/32 und wurde im Jahr 2016 von rund 400.000 Passagieren benutzt.

## Geschichte
Am 1. Oktober 1945 wurde das Geschwader F10 der Schwedischen Luftstreitkräfte vom 75 Kilometer südlich gelegenen Flughafen Malmö/Bulltofta Militärflugplatz Ängelholm-Barkåkra verlegt.
Die Mitbenutzung durch zivilen Flugverkehr begann im September 1960. Der erste Flug wurde von Linjeflyg auf der Strecke von und nach Stockholm/Bromma durchgeführt. Die erste internationale Verbindung wurde 1966 zum nur 74 Kilometer entfernten Flughafen Kopenhagen-Kastrup eingerichtet, bald aber wieder eingestellt, da die Passagierzahlen zu niedrig waren.
Von 1975 bis 1979 wurden Charterflüge nach Großbritannien, Bornholm und Rimini angeboten, die jedoch auch beendet wurden, als nach der Verkehr zum relativ neuen Flughafen Malmö-Sturup verlegt wurde. Nach Übernahme der Linjeflyg durch SAS betrieb diese bis zu 10 tägliche Flüge nach Stockholm, nunmehr zum Flughafen Stockholm/Arlanda.
Im Jahr 2002 zog sich die schwedische Luftwaffe ganz aus Ängelholm zurück.

## Zwischenfälle
- In der Nutzungszeit durch die Schwedischen Luftstreitkräfte bis 2002 kam es zu zahlreichen Unfällen, teilweise auch mit Todesopfern.[6]

- Am 20. November 1964 ereignete sich beim Landeanflug einer Convair CV-440 der Linjeflyg (Luftfahrzeugkennzeichen SE-CCK) ein tödlicher Unfall. Die Maschine sank viel zu früh und verfehlte die Landebahn um rund zwei Kilometer. Dabei kamen 31 der 43 an Bord befindlichen Personen ums Leben, darunter vier Crew-Mitglieder (siehe auch Linjeflyg-Flug 267).[7][8]